# 海上保安大学校
海上保安大学校（かいじょうほあんだいがっこう、英語: Japan Coast Guard Academy）は、広島県呉市若葉町5-1に本部を置く、国土交通省所管の省庁大学校。大学校の略称は海保大または保大(英略:JCGA)。海上保安庁の将来の幹部職員（幹部海上保安官）の養成を目的に設置されている同庁の施設等機関であり、諸外国において沿岸警備学校に相当する教育機関である。設置根拠は国土交通省組織令第255条。

## 概要
本大学校の目的は、国土交通省組織令で次のように規定されている。

（海上保安大学校）
第255条 海上保安大学校は、海上保安庁の職員に対し、幹部としての職務を遂行するに必要な知識及び技能を修得させるための教育訓練並びに海上保安業務を遂行するに必要な専門的知識又は特殊技能を修得させるための教育訓練を行うことをつかさどる。

また、海上保安庁法第33条の2 により、「海上保安大学校の名称、位置及び内部組織に関する庁令」にも規定されている。
本大学校の基本理念は、「人格の陶冶とリーダーシップの涵養」、「高い教養と見識の修得」、「強靭な気力・体力の育成」の3点である。

## 身分・採用試験
本科学生・初任科研修生は、幹部海上保安官（士官）となるべき者の教育を前提にしており、それぞれ卒業・修了後に三等海上保安正に任官する。その後専攻科で3ヶ月間世界一周の遠洋航海、国際業務課程を経て12月に現場に配属される。学生は一般職の国家公務員である。階級は指定されないが階級章は存在し、第一種制服の袖章、第二種制服の肩章、第三種・第四種制服の胸章にはそれぞれ金色の大学校校章があしらわれている（海上保安学校学生は銀色）。
海上保安大学校は大学と同じように入校試験に合格する必要があるが、一般の大学入試とは異なり国家公務員試験扱いであり、入校すると海上保安庁職員としての「課業」となるため、入学試験ではなく「採用試験」が正式な呼称である。
本科学生の考え方としては、高等学校卒業相当にて「海上保安大学校学生採用試験」を受験し採用→海上保安官の職務として海上保安大学校にて学修→幹部海上保安官として職務に従事、となる。卒業後は初級幹部職員として職務に従事し、1年から2年に1度のペースで日本全国を転勤しながら昇任していく。
応募条件には年齢や日本国籍を有する事等、海上保安官となる条件を満たしていることが必要であり、一般的な大学の出願条件とは異なる。全寮制であり、学生は入校と同時に一般職の国家公務員として海上保安庁の職員に採用され、学費は必要なく給与が支給される（2017年現在で俸給月額約14万円）。このように給与の支給される国土交通省の省庁大学校には気象大学校、航空保安大学校があり、特別職の国家公務員では防衛省の防衛大学校、防衛医科大学校また、高等学校相当の陸上自衛隊高等工科学校などがある。

## 沿革

### 年表
- 1951年（昭和26年）4月 - 海上保安庁の附属機関として設置される
- 1951年（昭和26年）6月 - 本科第1期生入学式を行う
- 1952年（昭和27年）4月 - 東京都江東区深川越中島の仮校舎から広島県呉市に移転
- 1952年（昭和27年）7月31日 - （昭和27年法律第267号）海上公安局法の公布により、「海上公安大学校」を置くとされる
- 1954年（昭和29年）7月1日 - （昭和29年法律第164号）防衛庁設置法附則の第2項により海上公安局法の廃止
- 1965年（昭和40年）4月 - 講座制を採用する
- 1966年（昭和41年）2月 - 本科卒業生に大学の大学院修士課程への入学資格が付与される
- 1980年（昭和55年）4月 - 女子学生が初めて入学する
- 1992年（平成4年）3月 - 本科卒業生に学位授与機構（後に独立行政法人大学改革支援・学位授与機構）から「学士（海上保安）」の学位が授与されることとなる
- 2004年（平成16年）9月 - 海上保安シミュレータ完成
- 2006年（平成18年）3月26日 - 第89代内閣総理大臣（小泉純一郎）が、内閣総理大臣として初めて卒業式に出席する[7]。
- 2009年（平成21年） - 文部科学大臣から研究機関に指定される。
- 2018年（平成30年）3月24日 -  内閣総理大臣（安倍晋三）が卒業式に出席。
- 2020年（令和2年） - 国際交流センター竣工
- 2021年（令和3年）- 新設された海上保安大学校初任科1期生（一般大学卒業者対象）入校
- 2022年（令和4年）3月24日 -  内閣総理大臣（岸田文雄）が卒業式・修了式に出席[8]。

## 基礎データ

### 所在地
- 〒737-8512 広島県呉市若葉町5-1

## 組織
組織として各講座、国際海洋政策研究センター、事務局、教務部、訓練部、図書館、医務室などがある。
基礎教育講座
大学教育に不可欠な教養（数学、物理学、化学など）及び言語（英語・ロシア語・中国語・朝鮮語）等を担当する講座。
海事工学講座
海上の安全と秩序に関する知識となる海事技術(航海・機関・情報通信)等を担当する講座。
海上警察学講座
海上警察に係る諸理論を体系的に理解するために、法学や政策学等、社会科学を担当する講座。
海上安全学講座
船舶の安全運航に必要となる海事系(航海・機関・情報通信)の専門基礎科目等を担当する講座。
国際海洋政策研究センター
国際海洋政策に関する学際的かつ総合的な研究を推進するため、2002年（平成14年）5月30日に設置された。
政策研究大学院大学と海上保安庁、海上保安大学校の連携プログラムである海上保安政策課程（Maritime Safety and Security Policy Program）の後期課程（7月から3月まで）が行われる。
学術情報センター
- 主任システム管理官
  - システム管理官

- 主任デジタル教育推進官
  - デジタル教育推進官

- 主任学術情報官
  - 学術情報官

事務局
- 総務課
- 会計課

教務部
- 教務課

訓練部
- 訓練課
- 学生課

図書館
旧海軍大学校図書や東郷平八郎所持の図書が多数保管されている。
医務室

## 教育訓練課程
教育訓練課程には
- 本科英: Regular Course（4年間）
- 初任科英: Primary Officer Candidate Course（1年間）
- 特修科英: Officer Candidate Course（令和2年度までは、Functional Officer's Course）（1年間）
- 専攻科英: Postgraduate Course（6カ月間）
- 研修科英: Training Course

がある。

### 本科（学部相当）
1年次と2年次は基礎教育科目を学び、2年次からは専門教育科目の履修が始まる。2年次後期から希望や成績により、第一群（航海）、第二群（機関）、第三群（情報通信）の各専攻に分かれ、専門基礎科目（群別科目）を学ぶ。3年次と4年次になると国内航海実習が行われる。また、4年間を通して専門基礎科目（共通）や訓練科目、実習科目を勉強する。本科卒業生に対し、独立行政法人大学改革支援・学位授与機構から「学士（海上保安）、Bachelor of Science in Coast Guard Operation and Law Enforcement」（日本国内では本校のみで得られる）の学位が授与される。本科卒業生は、その後専攻科（約6ヶ月間）に進み、実務教育が開始され、3ヶ月の世界一周遠洋航海実習に参加し国際感覚を身に付ける。他にも各管区の海上保安官が希望により2ヶ月の潜水訓練を受けることが出来る（映画「海猿」で取り上げられた）。また、2011年度から、語学力向上や国際的な実務対応のために研修科国際業務課程を開設。2017年度入校生よりカリキュラム変更が行われており、主なものとしては20年ぶりの1学年乗船実習復活や柔剣道の廃止などがある。
本科を卒業することにより、学士（海上保安）の他、以下の資格を取得・目指せる。
- 共通:一級小型船舶操縦士
- 第一群:三級海技士(航海)筆記試験免除、一級/二級海技士(航海)、第一級海上特殊無線技士、第二級陸上特殊無線技士
- 第二群:三級海技士(機関)筆記試験免除、一級/二級海技士(機関)、第一級海上特殊無線技士、第二級陸上特殊無線技士
- 第三群:航空無線通信士、第三級海上無線通信士、基本情報技術者試験、第一級/二級陸上無線技術士[注釈 4]、第二級海上無線通信士

### 初任科
令和3年度新設、一般大学卒業者を対象。約2年間の研修（初任科1年＋特修科1年+専攻科6カ月+研修科3カ月)を経て、現場赴任。
採用後は、4月から海上保安大学校において初任科研修生として1年間、本科学生と共に主に海技免状の取得に向けた科目を履修したのちに、特修科に編入しさらに1年間の教育を現場出身者と受けることになる。 入学と同時に航海・機関の２つの分野のうち一つを選択。 令和5年度以前に採用された者は、国内航海実習は課程に含まれるが、世界一周遠洋航海実習は希望に応じて、後述する研修科国際航海実習課程研修生として参加可能であった。
令和6年度以降に採用された場合は、「新カリキュラム」が適用され、本科学生と同様に専攻科および研修科国際業務課程を履修する。同時に船舶職員及び小型船舶操縦者法施行規則に制定されていた乗船履歴が改正され、2年から9カ月に短縮される。これにより、研修科修了と同時に四級海技士の口述試験が受験可能である。
全課程を修了することにより、以下の資格を取得・目指せる。
- 共通:一級小型船舶操縦士、第一級海上特殊無線技士、第二級陸上特殊無線技士
- 航海:四級海技士(航海)筆記試験免除、一級/二級/三級海技士(航海)
- 機関:四級海技士(機関)筆記試験免除、一級/二級/三級海技士(機関)

### 特修科
初任科からの編入者を除き、三等海上保安正に任官される予定の35歳以下の者が、3年程度の実務経験と所轄長の推薦より試験を経て現場から選抜され、呉市の海上保安大学校で6カ月若しくは1年間研修を受け現地に戻る。対象は海上保安における全分野で、航海、機関、主計、通信、海洋情報、航空、整備、管制がある。前期でそれぞれの専門科目を履修し、後期で幹部海上保安官として必要な高度な専門能力を身につけることを目的とした科目を履修。海技・無線従事者の資格試験等の状況により、後期のみの履修や受験科目の一部免除も可能。

### 専攻科
本科卒業・特修科（初任科出身者）修了後の課程で、乗船実習（後述の遠洋航海実習を含む）など計6カ月間の研修期間を経る。

### 研修科
潜水技術課程

全国の海上保安官の中から年齢、健康状態、体力、泳力などの適性を満たし、潜水士（通称：海猿）となるための2か月間の研修が行われる。
国際業務課程
平成23年度から始まった研修で、語学を中心とした国際対応能力や、実践的な海上保安業務に関する知識を修得する。初任科出身者は、乗船実習と並行して履修する。
特任主任士課程
前述の特修科に対し、管区内転勤する35歳以上の一般職員を対象とし、約3週間で主任士として必要な管理・指揮能力及び船舶運航知識を付与する。上級の海技免状等を保有していても、入庁時の年齢や業務経験の関係で特修科が受験できない門司分校出身者へ対する救済措置でもある。専修別は航海、機関、主計、通信に限定されるが、これは海洋情報、航空、整備、管制を専門とする海上保安官が、全国転勤する見返りに三等海上保安監まで昇任するためで、実態としてはプロパー職員のままだが、全国転勤者と同等のキャリアパスを歩む。
修了すると本人の努力次第だが、本科・特修科と遜色無いスピードでの昇任（例：平成24年、任三等海上保安正→平成27年、二保正昇任→令和3年、一保正昇任）が可能な上、陸上勤務が発令される事もある。
国際航海実習課程
各管区海上保安本部長により選抜され、専攻科実習生とともに世界一周遠洋航海実習に参加する。昭和63年から平成6年までは、「特別実習生」と称されていた。
語学課程
1年間、国際捜査官に必要な語学力（ロシア語、中国語、韓国語等）を養う。
中堅幹部課程
海上保安部の課長級職員へ任用される者を対象。意図的にキャリアパスや専門性にばらつきを出す為、本科・特修科出身者およびプロパーを問わず、管理監督者として各海上保安部における事実上の責任者をおよそ30日間の合宿形式にて育成を図る。

### 海上保安政策プログラム
水産大学校などの様な、大学院に相当する課程は設置されていないが、政策研究大学院大学（GRIPS）の「海上保安政策プログラム」が事実上、同校卒業者の進学を想定した上級課程である。前期（10月～3月）は六本木のキャンパスで履修するが、後期（4月～7月）は本校に移動し授業・演習が実施され、1年間の課程を修了すると「修士（政策研究）、Master of Policy Studies」の学位が政策研究大学院大学より授与される。アジア海上保安初級幹部研修（AJOC、Asia Coast Guard Junior Officer Course of Japan）を前身とする。

## カリキュラム

### 本科
- 基礎教育科目
  - 必修科目 - 哲学、文学、歴史学、法学、法学演習、憲法、経済学、数学、統計学、物理学、物理学実験、化学、化学実験、英語、英会話、保健体育 等
  - 選択科目 - ロシア語、中国語、朝鮮語から1科目選択、柔道、剣道から1科目選択(〜2016年度入校生)
- 専門基礎科目
  - 共通科目
    - 国際政治、政策科学、情報科学、気象学、海洋学、実務英語、リーダーシップ論、国際法、刑法、刑事訴訟法、行政法、民事法 等

  - 群別科目（第一群、第二群、第三群のいずれかを選択）
    - 第一群（航海）専攻
      - 航海学、舶用計測工学、船体運動工学、海事法、船舶工学 等

    - 第二群（機関）専攻
      - 材料力学、機械力学、機械設計、設計製図演習 等

    - 第三群（情報通信）専攻
      - 情報理論、回路理論、システム理論、電磁波工学、通信工学実験 等
- 専門教育科目
  - 共通科目
    - 海上保安制度論、海上犯罪捜査、捜索救助、環境防災、海上交通政策学、海上警察権論、警察管理政策、国際紛争論、国際海洋法I、国際海洋法II、システム工学、海上安全工学、海難救助工学、特別研究

  - 選択科目（1.、2.のいずれかを選択）
    1. 警察管理政策演習I、警察管理政策演習II
    2. 海上安全工学演習I、海上安全工学演習II
- 訓練科目
  - 逮捕術、拳銃、武器、信号、潜水、端艇、水泳、総合指揮（基本動作等、統率管理）、救急安全法 等
- 実習科目
  - 第一群（航海）専攻
    - 電子海図情報表示演習

  - 第二群（機関）専攻
    - 機械システム工学実験

  - 第三群（情報通信）専攻
    - 基礎通信論、応用通信論、国際通信実習 等 乗船実習

  - 国内航海実習

### 初任科
初任科（1年間）とその後の特修科（1年間）がある。
- 初任科（1年間）
  - 講義科目
  - 訓練・実習科目
  - 乗船実習
- 特修科（1年間）
  - 講義科目
    - 共通科目
    - 専攻科目

## 航海実習

### 国内航海実習
学生及び研修生が練習船「こじま」（令和6年度以降は、「いつくしま」に置き換え）に乗船して船舶運航の技能を習得する。
本科学生
- 本科1学年　
  - 九州、四国及び近海
- 本科3学年　
  - 瀬戸内海、本州、北海道、四国、九州、南西諸島沿岸及び近海（日本一周沿海航海実習を含む）
- 本科4学年　
  - 瀬戸内海、本州南東岸、四国、九州沿岸及び近海

初任科研修生
- 初任科
  - 瀬戸内海、本州沿岸ほか（日本一周沿海航海実習を含む）
- 特修科編入後
  - 瀬戸内海、本州沿岸ほか

### 遠洋航海実習
練習船「こじま」による世界一周遠洋航海実習（太平洋、パナマ運河、カリブ海、大西洋、地中海、スエズ運河、インド洋等）が約3か月間行われる。

## 国際交流
毎年、海外の海上保安機関の学生等を招聘し海外交流活動を行なっている。アメリカ沿岸警備学校、カナダ沿岸警備学校の学生・候補生をはじめ、フィリピン、マレーシアなどから学生や若手士官が参加している。大学校からの派遣もある。

## 学生生活
海上保安大学校では学生は日課表に基づいて規律ある団体生活を行い、寮の運営は週番交代による当直学生によって行われている。
寮内の生活について、以下に説明する。

### 食事
食事は週末を除き、1日3回提供される。なお、当直学生にあっては休前日である金曜日においても食事は提供される。

### 「5分前精神」
海上保安庁では、海上自衛隊同様、大日本帝国海軍伝統の「5分前精神」がある。平日の起床は6時30分である。6時25分になると「総員起こし5分前」の放送が流れる。学生は直ちに起床し、作業服に着替え、布団をきちんとたたみ、5分以内に寮前広場に整列しなければならない。その後は「海上保安体操」が待っている。体操が終わったら次は朝掃除をしなくてはならない。掃除の分担は学生班の班長が決めることになっている。掃除が終わるとようやく朝食をとることができる。

### 課業行進
午前8時15分に本科学生、初任科研修生、特修科研修生が寮前広場に整列し、本館に向けて課業行進を行う。なお、課業行進を行う前に月曜日は容儀点検、火曜日は当直学生による周知、水曜日は学生による遠征報告、木曜日は本科学生による所見発表、金曜日は特修科研修生による所見発表が行われる。課業行進の際は基本的に1学年が先頭に立ち、上級生による指導を受けながら行進の上達が図られる。

### 自習室
生活の最小単位は「自習室」である。基本的に1年生から4年生が一人ずつ、計4名から構成される。人数の都合上、近年は、5人の自習室が一般となりつつある。自習室には学習机と椅子、スチールロッカーが置かれ、勉強をすることができる。各自習室の部屋長は基本的にその部屋の4年生である（4年生がいない場合は3年生になる）。寝室は自習室の廊下を挟んだ反対側にあり、3部屋分の学生を収容する。「自習室」が8-9個集まった単位が「班」である。整列時、訓練時はこの「班」が基本単位になる。

### オリエンテーション
4月の初めに着校した新入生に対し、3, 4年生から構成されたオリエンテーション委員が行う生活指導のことをオリエンテーションという。寮での生活規則、海上保安体操、基本動作、校歌などを1年生に叩き込む。1週間ほど行われ、このオリエンテーションを終えて晴れて入学式を迎え、制服を着ることができる（オリエンテーション中は作業服しか着ることができない）。普通の高校生活を過ごしてきた新入生にとって、この最初の1週間はかなりハードである。なお、希望者に至っては夏季休暇後に海上保安大学校応援団加入に際する通称「応援団オリ」がある。

### 外出
平日は17:15-22:15まで外出可能。金曜日、土曜日及び祝日の前日は原則として門限が22:45となり、外泊も可能(制限あり)。日課の運営は訓練教官の指導のもと当直学生により遂行される。 なお、家族や友人等を寮内に案内することができるのは、この外出許可時間内に限られる。なお1学年のオリエンテーション期間は外出も外泊も認められず、1学年後半までは外泊は認められない。

### 長期休暇
夏期に約4週間、冬期と春期に約2週間あり、原則として寮が閉鎖される。

### 学生祭「海神祭」
大学校内及び呉湾海域で学生祭「海神祭（わたつみさい）」が2日間にわたって行われる。呉市近郊の他大学生からの「お手伝い」制度もあり、学生音楽隊による演奏や救難実習、潜水展示、物品販売、巡視船/艇一般公開、花火打ち上げなどがある。オープンキャンパスも同時に開催される。なお新型コロナウイルスの影響で2020年度、2021年度の海神祭は中止となっている。

### 遠泳訓練
夏季休暇前に、本科1,2,4年生と初任科研修生が2人1組の「バディ」を組み、3海里（約5.6km）又は5海里（約9.3km）を泳ぎ切る。

### 耐寒訓練・耐寒訓練競技会
開校後1952年以来の伝統。本科1年生及び初任科研修生に、端艇（カッター）、逮捕術、長距離走等が実施される。

### 端艇訓練・端艇巡航
本科1年生・初任科研修生共に、全航程約33海里（約60キロメートル）を櫂のみ使用し、1泊2日の橈漕巡航が行われる。

### その他
男子学生の浴室は、大浴槽で瀬戸内海を見渡せる眺望の良いものとなっている。また、車両の保有及び運行については1、2学年は認められていない。2学年以上になると下宿を借りることも可能になるが、下宿からの通学は許可されない。

## 体育部
「強靭な気力・体力の錬成」を目的として全学生（初任科は、7・8時限目まで授業がある場合が多い為、所属が必須ではない）が参加する。「学校教育法に於ける大学」ではないが、防衛大学校や防衛医科大学校等と共に参加を認めている大会もある（全国国公立大学選手権水泳競技大会など）。学生活動として海上保安大学校学生音楽隊や応援団、邦楽部などがある。
運動部
- カッター部
- 逮捕術部
- 剣道部
- 柔道部
- 水泳部
- テニス部
- サッカー部
- バスケットボール部
- 野球部
- ヨット部
- ラグビー部
- 女子バレー部

その他 (任意加入)
- 海上保安大学校応援団
- 海上保安大学校学生音楽隊
- 行政法ゼミ
- 邦楽部
- 国際法ゼミ
- 三味線同好会
- 茶道同好会

## 制服
海上保安大学校学生は明確な階級は指定されていないが、袖章、胸章、肩章が存在する。
第一種制服
主に秋季、冬季期間に着用される。金色の校章を袖章としてあしらわれ、着用の際は黒短靴を使用する。制帽は第一種制帽を着用する。制服色は濃紺であり、着用基準としては、秋季、冬季における第1月曜日、木曜日、第3月曜日、木曜日、その他訓練、記念式典等である。各学生に1着貸与される。
第二種制服
主に夏季期間に着用される。肩章として金色の校章があしらわれている。着用の際は白短靴を使用する。制帽は第一種制服と同じく第一種制帽である。制服色はクリーム色である。着用基準としては訓練及び記念式典等である。
第三種制服（冬用）
胸章有り
第四種制服（夏用）
胸章有り
1号作業服
2号作業服
外套

## 施設
交通アクセス：JR呉線吉浦駅下車、広電バスで「池の浦」下車、徒歩約400m。

### 本館
地上4階の建物である。建築年月日は1976年（昭和51年）11月。課業行進の際、三ツ石寮前から本館正面玄関まで学生が班に分かれて行進する。全学年の固有教室が設置され、学生課、訓練課、教務課、厚生課等の大学校の中枢を担う課が置かれている。なお、2021年(令和3年度)に、本館正面玄関において大規模工事が実施された。
校長室、副校長室、会議室、事務室、教官研究室、教室、海上研究室、レーダーシミュレーター、海上艦橋実験室、武器演習室、一般実技演習室、語学演習室、捜査演習室、情報処理演習室、機械室、恒温実験室

### 第一実験棟
教官研究室、化学実験室、物理実験室、船舶工業化学実験室、船用電気機械実験室、運用実験室、航海計器実験室、電気計測実験室、電子回路実験室、電子工学実験室、通信機器実験室、有線工学実験室、水路実験室、航海、救難演習室

### 第二実験A棟
教官研究室、機械力学実験室、材料実験室、自動制御実験室、機工模型室、製図室、補機演習室、電気室

### 第二実験B棟
材料実験室、蒸気実験室、内燃実験室燃焼実験室、補機実験室、鋳造実習室、溶接実習室機械仕上実習室

### 総合実習棟
主に小型艇が収容されている大型施設である。ヨット部やカッター部の部活動拠点となっており、訓練課が保有する機動艇等も収容されている。
- 1階:各種小型艇を格納する倉庫（艇庫）、資機材庫
- 2階:海技演習室

建築年月日は2004年（平成16年）3月。

### 海上保安シミュレーションセンター
スクリーン室、第一船橋、第二船橋、教官・操作室、研修室、砲塔室
建築年月日は2004年（平成16年）10月。

### 潜水訓練用プール
主に潜水研修生の訓練に使用されるが、学生の夏季期間中の遠泳訓練の練習場としても使用される。25m×14m（水深1.3〜5.0m）のプールであり、施設内からプール内の様子を見ることができる。
建築年月日は2010年（平成22年）6月。

### 国際交流センター
令和2年2月建築。海外からの研修生の宿泊施設や学生の憩いの場となっている。

### 国際講義棟
海洋政策プログラム（MSP）を受講する留学生や学生国際会議などで使用されている。建築年月日は2020年（令和2年）2月。

### 海上保安資料館
海上保安庁創設30周年記念事業の一環として、海上保安大学校敷地内に建設。館内には既に現役を引退した巡視船艇、飛行機及びヘリコプターなどの写真、現在も使用されているヘリコプター搭載型巡視船などの模型、海上保安庁の業務を紹介する写真パネル・模型など約1,000点近い展示物が並ぶ。平成13年12月九州南西海域不審船事案で銃撃を受けた巡視船「あまみ」船橋前面の展示もしている。(完全予約制で平日午前9時から午後4時まで見学可能(学園祭時は開放)、土曜日、日曜日、休日及び年末年始(12月28日～1月4日)は休み。)

### 学生寮
- 男子寮：三ツ石寮と呼ばれている。4階建ててあり、1階は初任科研修生寝室・自習室、食堂、国土交通省共済組合の売店があり、2階は本科学生1、2班寝室・自習室、情操教室、医務室、浴室がある。3階は本科学生3、4班寝室・自習室、4階は本科学生5、6班寝室・自習室がある。各階に談話室、私物倉庫が設けられており、ミーティング、指導等はそこで行われる。なお、2021年現在、食堂、医務室は大規模改装されている。
- 女子寮：麗女寮と呼ばれている。女子学生の増加に伴い、一部女子学生は国際交流センターに配置されている。過去には女子学生を対象にした「ウルメンテーション」なるものが存在したが、現在は行われていない。

### 若葉クラブ
2023年3月、同年9月の日本製鉄瀬戸内製鉄所呉地区の閉鎖を前に、海上保安大学校は、日本製鉄から研修施設「若葉クラブ」（呉市若葉町）を購入し、授業や研修のための施設として使用することになった。

## 対外関係

### 関係校
- アメリカ沿岸警備学校[注釈 9]
- カナダ沿岸警備学校（英語版）
- 韓国海洋大学校
- 防衛大学校
- 海上自衛隊幹部候補生学校

### 系列校
海上保安庁には、一般職員となる者の教育を担当する以下の施設がある。
- 海上保安学校